# Gerard von Afen
Gerard von Afen, Gerard von Affen, Gerhard von Afen (zm. 1428) – kupiec szczeciński, współorganizator wraz z Hansem Kerckhoffem powstania w Szczecinie w 1428 przeciwko wprowadzeniu podatków na walkę z husytami; po opanowaniu sytuacji w mieście przez patrycjat (z pomocą księcia szczecińskiego Kazimierza V), skazany na łamanie kołem.